# Josef Vojtěch Sedláček
Josef Vojtěch Sedláček (24. února 1785 Čelákovice – 2. února 1836 Plzeň) byl český kněz premonstrátského řádu v klášteře Teplá, buditel a vlastenec, středoškolský profesor matematiky v Plzni, autor českých učebnic matematiky a fyziky. Jeho pokračovatelem byl Josef František Smetana. Zaváděl české matematické a fyzikální názvosloví, některé jeho české novotvary se ujaly, například slova čtverec, vteřina, nadhlavník, rovník. 

## Slovotvorba
Snažil se vytvořit české matematické a fyzikální názvosloví. Je například autorem slova čtverec, které se poprvé objevilo v jeho knize Základové měřictví čili geometrie v roce 1822, a slova rovnítko.
Ve svém díle Základové měřictví čili geometrie z roku 1822 navrhl řadu českých slov, z nichž se některá ujala (nadhlavník, rovník), ale jiná ne (pobludnice – planeta; stejnítko – rovnítko, kořenítko – odmocnítko, zbytnice – hyperbola, blíženky – asymptoty, schodičník – elipsoid, početoměř – logaritmus). Stejně tak se neujal jeho výraz pro fotografa: světlopisec.